# Gerrit Roos
Gerrit Jacob Roos (Amsterdam, 21 augustus 1898 - aldaar, 10 mei 1969) was een Nederlands gewichtheffer. Hij nam eenmaal deel aan de Olympische Spelen, maar won hierbij geen medailles.
Op de Olympische Zomerspelen 1928 in Amsterdam vertegenwoordigde hij Nederland op 29-jarige leeftijd. Hij kwam uit op het onderdeel gewichtheffen in de klasse lichtgewicht. Hij scoorde 255,0 kg (drukken: 75 kg, trekken: 75 kg, stoten: 105 kg) en eindigde hiermee op een veertiende plaats.
In zijn actieve tijd was hij aangesloten bij DOK in Amsterdam.